# Хуліо Акоста Гарсія
Хуліо Акоста Гарсія (ісп. Julio Acosta García; 23 травня 1872 — 6 липня 1954) — костариканський політик, двадцять перший президент Коста-Рики.

## Біографія
Народився в сім'ї, що мала грецьке коріння, він мав вісьмох братів. Його батько та троє дядьків керували копальнею «Три брати» та фермою. Його мати, відома як Хесус, походила з родини священнослужителів.
Здобував освіту в Інституті Сан-Хосе, а потім у коледжі Сан-Луїс-Гонзага в Картаго. Там він захопився підпільними молодіжними політичними рухами. Повернувшись до Алахуели, Акоста влаштувався на бананову плантацію та був членом шкільної ради, перш ніж зайнятись політикою.

### Початок політичної кар'єри
Від 1902 до 1906 року Акоста був депутатом Конституційного конгресу від провінції Алахуела. 1907 року отримав посаду генерального консула в Сальвадорі. У квітні 1910 року одружився з Марією Наталією Гальєгос Росалес, після чого впродовж двох років обіймав посаду міністра-резидента в Сальвадорі. В середині 1915 року Акосту відкликали до Коста-Рики та призначили на посаду державного секретаря Управління закордонних справ .
Одним з питань, якими займався Акоста, була тривала прикордонна суперечка з Панамою. Вона виникла 1910 року, коли після відокремлення Панами від Великої Колумбії виникла необхідність встановлення кордону з Коста-Рикою. Сторони уклали угоду, відповідно до якої арбітри мали вирішити ту суперечку. На атлантичному узбережжі французький арбітр передав спірну територію від Коста-Рики Панамі, й обидві сторони визнали таке рішення. На тихоокеанському узбережжі арбітр зажадав від Панами поступитись територією Коста-Риці. Панама висловила протест, а голова Верховного суду Сполучених Штатів Едвард Дуглас Вайт 1914 року оприлюднив «Біле правило», в якому підтвердив, що територія на тихоокеанському узбережжі має перейти до Коста-Рики. 1916 року Акоста запропонував США зайняти спірну територію, щоб дозволити інженерам з двох країн обстежити кордон й опрацювати спільну резолюцію. Під час перебування на посаді міністра закордонних справ Акоста здійснив офіційні візити до всіх країн Центральної Америки.
27 січня 1917 року Акоста втратив міністерський портфель, коли брати Федеріко та Хоакін Тіноко очолили державний переворот, щоб повалити уряд. Акоста втік на батьківську ферму своєї дружини до Сальвадору та невдовзі знайшов роботу в редакції газети «Діаріо дель Сальвадор», написавши про заворушення в Коста-Риці. 1919 року Тіноко був змушений піти у відставку, а коли президент Хуан Баутіста Кірос Сеґура поступився владою тимчасовому президенту Франсіско Агілару, Акості запропонували повернутись до Коста-Рики. 8 вересня того ж року він став кандидатом на посаду президента. Виборовши 89 % голосів на виборах, що відбулись 7 грудня, він вступив на посаду 8 травня 1920 року.

### Президентство
Акоста був прогресивним президентом та майже одразу відмовився від репресивної антиклерикальної й диктаторської політики Тіноко, давши обіцянки реформувати виборчий процес, урегулювати прикордонні суперечки та керувати країною без корупції й обману. Він виступав за те, щоб надати жінкам право голосу, запровадив пенсійну програму для ветеранів, запропонував нормалізувати відносини його держави з папою Бенедиктом XV. За його врядування були засновані Академія мови, Центральний банк Коста-Рики та Міжнародна служба кабельного зв'язку. Також було впроваджено законодавство про захист неповнолітніх, регулювання ігорного бізнесу, страхування, створено поліцейський корпус, розроблено програму навчання вчителів та безкоштовної й обов'язкової освіти для всіх дітей у віці від 8 до 15 років.
Акоста запропонував пакт, відповідно до якого мала бути створена Федеративна Республіка Центральної Америки. Через суперечки з Нікарагуа та Панамою, що тривали, членами того союзу мали бути Коста-Рика, Сальвадор, Гватемала та Гондурас. Хоча законодавчі органи інших трьох країн схвалили федерацію, Конгрес Коста-Рики відхилив ту ініціативу президента.
У лютому 1921 року прикордонна суперечка з Панамою знову загострилась. Чутки про окупацію Панамою спірної території змусили Акосту відрядити експедиційні сили для оцінки того, що відбувається. У відповідь Панама звернулась по допомогу до США. Святкування сторіччя визволення Панами від іспанської влади пробудило націоналістичні почуття в Панамі, що підживлювались пресою, і прикордонна суперечка швидко перейшла від дипломатичного конфлікту до військового. Війна в Кото тривала від 21 лютого до 5 березня 1921 року, коли Коста-Рика вдерлась на територію Панами в районах Альміранте й Бокас-дель-Торо, а сили Панами вдерлись до провінції Пунтаренас у Коста-Риці. Сполучені Штати відрядили до регіону військові кораблі, а Ліга Націй наполегливо закликала до миру. Відбулась дипломатична дискусія, втім затримки з панамської сторони змусили американського арбітра 23 серпня зажадати від Панами залишити регіон Кото.

### Подальша діяльність
Останнє послання Акости до Конгресу відбулось 1 травня 1924 року. Після виходу у відставку він з родиною переїхав до Парижа, де працював у Міжнародному комітеті Червоного Хреста. Повернувшись до Коста-Рики 1927 року, він продовжував співпрацювати з Червоним Хрестом до 1929 року, коли був призначений на посаду члена Ради з іпотечного кредитування. 1932 року Акосту обрали депутатом від Сан-Хосе до лав Конституційного конгресу, який працював у 1932—1936 роках. Потім він упродовж двох років був членом Ради Національного банку Коста-Рики, а 1938 знову став депутатом Конгресу. Після завершення терміну повноважень 1942 року Акоста став керівником Фонду соціального страхування, а в лютому наступного року — головою Національної ради цивільної оборони. 1944 року знову очолив міністерство закордонних справ. За тієї каденції Акоста від імені Коста-Рики підписав конвенцію 1945 року у Сан-Франциско, що затвердила Статут Організації Об'єднаних Націй. У травні 1947 року Акоста переніс інсульт і був змушений піти у відставку.

### Пам'ять
Помер 6 липня 1954 року в Сан-Хосе та був похований на Головному кладовищі столиці.
У доповнення до численних почестей, які він отримав упродовж свого життя, на його честь було названо кілька шкіл у Коста-Риці, а в парку Морасан у Сан-Хосе йому встановили пам'ятник.